# Gestão de serviços em atendimento
Curso de Graduação de Nível Superior (Curta duração). No Brasil, foi autorizado pelo MEC e instaurado no ano de 2006 e tem foco no desenvolvimento dos profissionais da área de Relacionamento ao cliente.
O setor brasileiro de Contact Center passa por um momento de exponencial expansão e investimento em novas tecnologias e gerou milhares de novos empregos no século XXI. Somente nos três últimos anos (2004, 2005 e 2006) este setor alcançou 235% de crescimento, tornando-se um dos maiores empregadores do país, seguindo em ritmo crescente de especialização e profissionalização.
A demanda por profissionais capacitados em gerir e integrar valores em um Call Center é enorme.
Através desta demanda, foi criado o curso de Gestão de Serviços em Atendimento, autorizado pelo MEC¹, instaurado pela Universidade Estácio de Sá do Rio de Janeiro em parceria com uma empresa privada líder no setor, a Contax.
A primeira turma de Gestão de Serviços em Atendimento do país formou-se em 30 de Julho de 2008², trazendo ao mercado 158 peritos em Contact Center³.
Várias instituições de ensino de outros estados brasileiros estão disponibilizando o curso para o público, despertando específico interesse no mundo corporativo.
Os profissionais formados em Gestão de Serviços em Atendimento, atuam na gestão de operações que prestam serviços ao cliente, relacionamento, Call Center, Contact Center e afins. Os alunos oriundos deste curso são capacitados técnicamente e operacionalmente para comandar, controlar e coordenar ações e atividades, com foco em resultados efetivos, tendo visão estratégica clara, comunicação eficiente, eficaz e conhecer a importância do setor para as organizações de trabalho.
Em suma, são preparados para elevar o lucro das centrais de relacionamento, provendo inovações, melhorias, redução de custos e benefícios para os clientes internos e externos.
Conteúdo abrangido: Dimensionamento, Monitoria, Endomarketing, Pesquisa de Mercado, Marketing, Gerenciamento de Projetos, Administração, Empreendedorismo, Estratégia, entre outros.